# Lygeum
- Commons
- Wikispecies

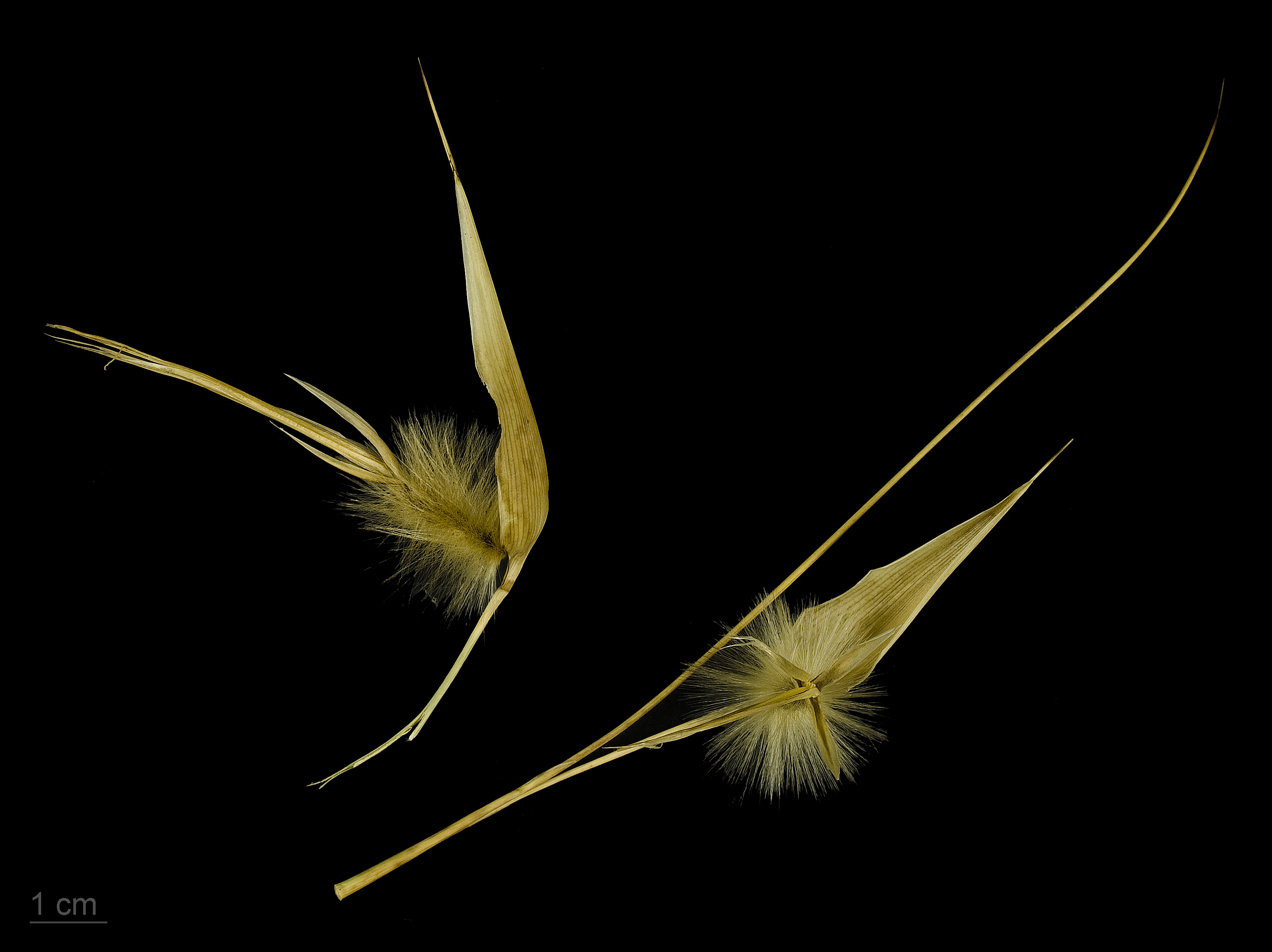
Lygeum spartum
MHNT

Lygeum L. é um género botânico pertencente à família Poaceae.

## Sinônimo
- Linosparton Adans. (SUS)
- Spartum P. Beauv.

## Espécies
Apresenta 7 espécies:
| - Lygeum apiculatum - Lygeum insulare - Lygeum loscosii - Lygeum murcicum | - Lygeum spartum - Lygeum spathaceum - Lygeum tenax |

## Classificação do gênero
| Sistema | Classificação                     | Referência              |
| ------- | --------------------------------- | ----------------------- |
| Linné   | Classe Triandria, ordem Monogynia | Genera plantarum (1754) |